# 壽同春
壽同春（1717年—1787年），原名星，字同春，號芝涯，以字行，浙江諸暨墨城塢人，清朝政治人物，監生出身。

## 生平
時年七十歲，為淡水廳同知程峻的幕賓。乾隆五十一年（1786年）林爽文起事，竹塹城失陷，程峻殉職，同春亦被賊人俘獲獲。賊首王作等，以刀威脅其投降。同春說了一番大道理給王作等人聽，並求一死。王作等人聽了覺得有道理，就又放開他，立即以禮相待，且表示願意聽從其謀劃的計策。同春遂佯裝答應投降，並遣人暗中通知把總陳興世等人，令其散佈內地援兵已到的消息，義勇紛紛響應。賊人聞風而逃，同春也趁此時偷偷溜了出來。逃出來沒多久又馬上到各個村莊叫來所有的村民，並對其說：“我與若皆皇朝百姓，義不可從賊，從賊必死，不如擊賊，賊烏合，可殺賊報國也。”眾人聽了甚是感動，遂拿起棍棒反攻，收復竹塹城、並生擒王作等賊首。乾隆五十二年（1787年）十月，福建閩安協副將徐鼎士等渡大甲溪進軍討伐，同春率領義民駐收守烏牛欄，至三十張犂時遇到埋伏，同春不慎從馬上跌下被擒，賊人百般勸誘皆不為所動，賊人拿刀威脅亦罵不絕口，遂慘遭賊人支解而亡。道光六年（1826年）福建水師提督許松年為他在苗栗縣通霄鎮建壽公祠紀念，永供世人景仰膜拜，並於春秋兩季祭祀。